# Myotis nipalensis
Myotis nipalensis is een zoogdier uit de familie van de gladneuzen (Vespertilionidae). De wetenschappelijke naam van de soort werd voor het eerst geldig gepubliceerd door Dobson in 1871.

## Voorkomen
De soort komt voor in Afghanistan, Armenië, Azerbeidzjan, China, Georgië, India, Iran, Kazachstan, Kirgizië, Nepal, Tadzjikistan, Turkije, Turkmenistan en Oezbekistan.